# ماسکارپونه

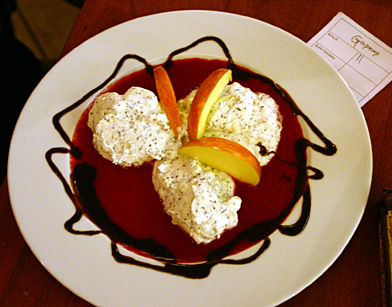
تیرامیسو، تهیه‌شده از ماسکارپونه یا پنیر خامه‌ای چرب

پنیر خامه‌ای چرب یا به تقلید از ایتالیایی ماسکارپونه (به ایتالیایی: mascarpone)، گونه‌ای پنیر خامه‌ای است که بین ۶۰٪ تا ۷۵٪ چربی دارد، درحالی‌که میزان چربی پنیر خامه‌ای معمولی تنها ۳۳٪ است. پنیر خامه‌ای چرب از خامهٔ لبنی که با اسید تارتاریک واسرشت شده است، ساخته می‌شود. پس از واسرشتن، آبِ آن را بدون فشار دادن از آن می‌گیرند.
پنیر خامه‌ای چرب دارای رنگ شیری مایل به زرد است و در مناطق شمالی ایتالیا استفاده می‌شود.
پنیر خامه‌ای چرب را می‌توان با استفاده از خامه و اسید سیتریک یا آبلیمو / آب لیمو هم تولید کرد. گاهی، پس از تهیه، به آن آب کره یا همان آب‌دوغ (باترمیلک) اضافه می‌کنند.
ایتالیایی‌ها از پنیر خامه‌ای چرب برای تهیهٔ تیرامیسو هم استفاده می‌کنند.